# Rehau
Rehau – miasto przemysłowe w południowo-wschodnich Niemczech, w kraju związkowym Bawaria, w rejencji Górna Frankonia, w regionie Oberfranken-Ost, w powiecie Hof. Leży ok. 3 km od granicy z Czechami oraz ok. 9 km od Saksonii. Miasto uczestniczy w projekcie Freunde im Herzen Europas (pol. Przyjaźń w Sercu Europy), w skład którego wchodzą miejscowości z Niemiec i Czech.
Nazwa Rehau pochodzi wg lokalnej tradycji od złożenia słów Reh (pol. sarna) i Au (pol. błonie), czyli sarnie błonie. W rzeczywistości jest to nazwa utworzona od słowiańskiego słowa rězъ oznaczającego wykarczowany las. Pierwotną nazwę rekonstruuje się jako Rězov.

## Historia
Miasto otrzymało prawa miejskie w 1427 roku z rąk murgrabiego Fryderyka I.

## Podział administracyjny
W skład miasta wchodzą następujące części miasta:
- Faßmannsreuth
- Fohrenreuth
- Eulenhammer
- Kühschwitz
- Neuhausen
- Schönlind
- Pilgramsreuth
- Wurlitz
- Woja
- Rehau

## Zabytki i atrakcje
- ewangelicki kościół w dzielnicy Pilgramsreuth, zbudowany w 1308 r., zawierający ambonę Mojżesza (1694) i ołtarz z 1710 autorstwa Elias Räntza
- cztery kościoły ewangelicko-luterańskie
- cztery kościoły rzymskokatolickie
- muzea
- zabytki takie jak: bramy i odrzwia, place, studnie, krzyże pokutne
- chóry i zespoły muzyczne, np. Blaskapelle Pilgramsreuth
- rynek i liczne restauracje
- nowoczesny basen kryty z sauną, solarium i siłownią
- podgrzewany basen nas wolnym powietrzu z minigolfem, trasami do biegania na nartach
- miejsca do rekreacji i uprawiania sportów takich jak: jazda konna, piłka nożna, ręczna, siatkówka, tenis, tenis stołowy, zapasy, podnoszenie ciężarów, judo, karate, sport niepełnosprawnych, lekka atletyka, gimnastyka, sport motorowy, strzelanie, wędkowanie czy szachy oraz w okolicach: golf, hokej na lodzie, triathlon, sporty rowerowe wraz z piłką rowerową, wspinaczka, narciarstwo wraz ze skokami, żeglowanie, surfing, szybowce, motoszybowce i lotnie.

## Transport
Miasto otacza autostrada A9 (3 zjazdy) do której dochodzą drogi B15 i B289. W centrum znajduje się dworzec kolejowy na linii Hof – Selb – Cheb.

## Osoby urodzone w Rehau
- Peter Angermann (ur. 1945), malarz
- Eberhard Bodenschatz, fizyk
- Karl-Heinrich Bodenschatz (1890-1979), generał Luftwaffe
- Arthur Grimm (1908-po 1990), fotograf
- Hans Grimm (1905-1998), muzyk
- Helmut Rothemund (1929-2004), polityk SPD
- Hans Vogt (1890-1979), inżynier

## Współpraca
Miejscowości partnerskie:
- Aš, Czechy
- Bourgoin-Jallieu, Francja
- Oborniki Śląskie, Polska
- Oelsnitz/Vogtl., Saksonia